# Lost and Found (Band)
Lost and Found ist eine christliche Rockband aus den Vereinigten Staaten.

## Bandgeschichte
Die Gruppe wurde 1986 von den zwei Mitgliedern Michael D. Bridges (Gitarre) und George R. Baum (Piano, Rekorder, Schlagzeug sowie Slinky) in Niagara Falls, New York gegründet. Sie tritt nicht ausdrücklich als christliche Band in Erscheinung, obwohl sie nach ihren Liedtexten und ihren Auftritten eindeutig eine solche ist. Den Stil ihrer Musik bezeichnen sie selbst mit dem Kunstwort Speedwood, das auf den Begriff Hardrock anspielt. Bridges und Baum sind außerdem die Eigentümer ihrer eigenen Plattenfirma, der Limb Records.
Mit dem Titel Lions gewannen sie den John Lennon Song Writing Contest. Die erste große Tour unternahmen sie quer durch das Land per Fahrrad und ohne Unterstützungsfahrzeuge. Sie fuhren über 8.000 Meilen und traten auf über 300 Stationen wie Schulen, Camps und Kirchen auf. Sie sind besonders innerhalb der protestantischen Kirche aber auch in anderen christlichen Jugendorganisationen bekannt. Oft spielen sie an der Graceland University in Lamoni, Iowa. Alle ihre Songs sind registriert unter CCLI.

## Musikalische Einordnung
Die Band selbst beschreibt sich als eine Mischung aus John Denver und den Ramones. Dies sei eine relativ öde Schnittmenge, und Lost and Found seien wirklich die einzige Band dieser Mischung.

## Diskografie

### Studioalben
- 1982: Everlastin' Alright
- 1987: We All Are
- 1989: Our Third Album
- 1990: Hengh
- 1995: Sikkibahm
- 1998: This
- 2001: Something
- 2002: Something Different
- 2005: Pronto
- 2009: Here

### Livealben
- 1988: Live
- 1993: Speedwood
- 1996: Speedwood Two
- 1999: Speedwood Three

### DVDs
- 2004: The DVD

### Kompilationen
- 2003: Too Much Time On Our Hands (A Tribute to STYX)

### Anderes
- 1989: The Primary Single
- 1992: This Is Our Prespective
- 1998: Background Tracks
- 1999: Lost And Found Christmas Album
- 2001: God Feeds Us
- 2003: Graceland
- 2003: Single
- 2003: Just George
- 2004: Speedwood Hymns
- 2007: The Early Years